# Alekszej Szergejevics Ionov
Alekszej Szergejevics Ionov (oroszul: Алексей Серге́евич Ионов; Kingiszepp, 1989. február 18. –) orosz válogatott labdarúgó, jelenleg a Gyinamo Moszkva játékosa.

## Statisztika
| Klub              | Szezon           | Bajnokság | Bajnokság | Kupa  | Kupa | Európa | Európa | Összesen | Összesen |
| Klub              | Szezon           | Mérk.     | Gól       | Mérk. | Gól  | Mérk.  | Gól    | Mérk.    | Gól      |
| ----------------- | ---------------- | --------- | --------- | ----- | ---- | ------ | ------ | -------- | -------- |
| Zenyit            | 2007             | 0         | 0         | 1     | 0    | 3      | 2      | 4        | 2        |
| Zenyit            | 2008             | 5         | 0         | 1     | 0    | 1      | 0      | 7        | 0        |
| Zenyit            | 2009             | 10        | 0         | 1     | 0    | 0      | 0      | 11       | 0        |
| Zenyit            | 2010             | 11        | 0         | 1     | 0    | 5      | 2      | 16       | 2        |
| Zenyit            | 2011–12          | 20        | 3         | 2     | 0    | 4      | 0      | 26       | 3        |
| Zenyit            | Összesen         | 45        | 3         | 6     | 0    | 13     | 4      | 64       | 7        |
| Kubany Krasznodar | 2011–12          | 2         | 1         | 0     | 0    | —      | —      | 2        | 1        |
| Kubany Krasznodar | Összesen         | 2         | 1         | 0     | 0    | 0      | 0      | 2        | 1        |
| Karrier összesen  | Karrier összesen | 47        | 4         | 6     | 0    | 13     | 4      | 66       | 8        |

## Sikerei, díjai
Zenyit
- Orosz kupagyőztes (1): 2010
- Orosz szuperkupagyőztes (1): 2011

## Fordítás
- Ez a szócikk részben vagy egészben  az   Aleksei Ionov című angol Wikipédia-szócikk fordításán alapul.  Az eredeti cikk szerkesztőit annak laptörténete sorolja fel. Ez a jelzés csupán a megfogalmazás eredetét és a szerzői jogokat jelzi, nem szolgál a cikkben szereplő információk forrásmegjelöléseként.